# 飯盛山 (長野県南佐久郡)
飯盛山（めしもりやま）は、長野県南佐久郡南牧村にある山である。秩父山地の西端に位置する。標高1,643m。山梨県北杜市（旧高根町）との県境に近い。

## 概要
山頂付近はどの方向も草地となっているため、眺望がよく、近くの八ヶ岳だけでなく、条件がよければ、浅間山、富士山も見える。
この山は中央分水嶺上にあり、北側斜面に降った雨は日本海側河川の千曲川へ流れ、南側斜面に降った雨は太平洋側河川の釜無川へ流れる。
北斜面一帯は、レーシングキャンプ野辺山（スキー場）となっている。東へ縦走すると、横尾山に至る。
牛が放牧されるため、登山道の途中に針金の柵で区切られている個所がある。
夏から秋にかけて、ゼンテイカ（ニッコウキスゲ）、ウツボグサ、ヤマオダマキ、マツムシソウ、シモツケソウ、ワレモコウなどの野草の花を楽しむことができる。

## アクセス
- JR小海線野辺山駅下車（長野県側のルート）

国立天文台野辺山宇宙電波観測所近くを通って、しし岩近くの登山口から平沢山経由で登ると、2時間から2時間半ほどで頂上に辿り着く。
また、遠回りになるが、駅からJR沿いに清里駅方面に歩き、JRの最高地点（標高1,375m）を通って行くこともできる。最高地点から八ヶ岳グレイスホテルの左側の道を進み、しし岩近くの登山口から平沢山経由で登ると、駅から2時間半から3時間ほどで頂上に辿り着く。
自動車を利用する場合は、しし岩近くに駐車場とトイレがあり、ここから1時間前後で頂上に辿り着く。
- JR小海線清里駅下車（山梨県側のルート）

国道141号を渡り、千ヶ滝がある大門川を越え、平沢集落を通って登っていくと、1時間半から2時間ほどで頂上に辿り着く。
平沢集落に駐車場があり、ここからだと1時間強で着く。

## 隣接する山
- 横尾山（1,818m）
- 平沢山（1,653m）